# Harald Ambros

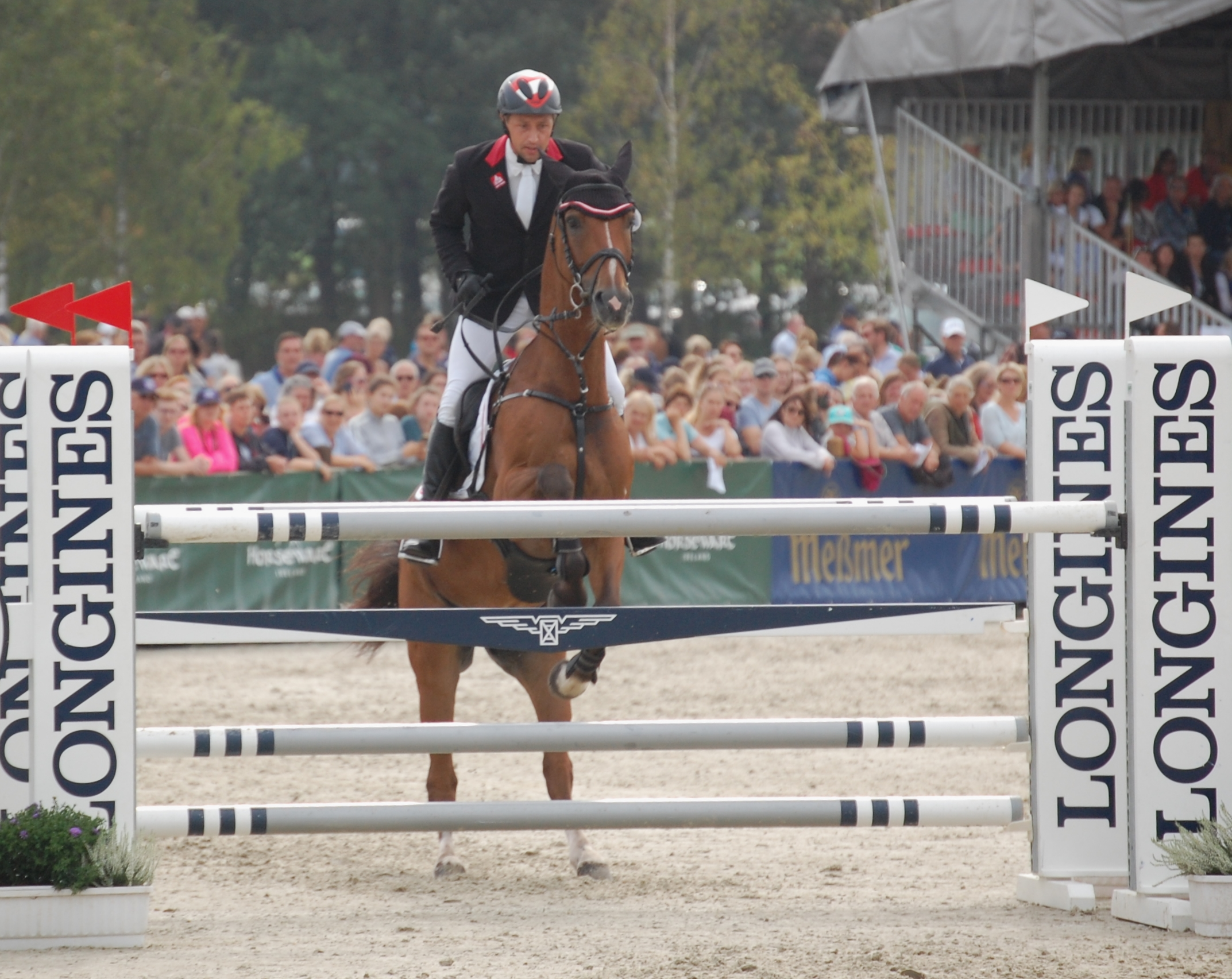
Harald Ambros und sein Wallach Lexikon bei den Europameisterschaften 2019

Harald Ambros (* 19. März 1980 in Linz) ist ein österreichischer Vielseitigkeitsreiter.

## Leben
Ambros wurde in Linz als zweitältester Sohn eines Autohändlers geboren und ist in Allerheiligen im Mühlkreis gemeinsam mit seinen vier Geschwistern aufgewachsen. Er hat Zahnmedizin studiert und hierin promoviert. Nach einem Praxisjahr in einer Zahnklinik plant er eine eigene Praxis zu eröffnen.

## Sportliche Laufbahn
Ambros reitet seit seinem sechsten Lebensjahr, zunächst freizeitmäßig, absolvierte 1995 die Lizenzprüfung auf seinem ersten Turnierpferd, Nimmerdor, und nahm in Folge an den ersten Turnieren für Vielseitigkeitsreiten teil. Bereits 1995 holte er Platz 2 bei der österreichischen Jugend-Meisterschaft der Vielseitigkeit in Aspang. Im Zusammenhang mit seiner sportlichen Tätigkeit ist er Heeressportler beim Österreichischen Bundesheer.
Es folgten ein oberösterreichischer Vize-Landesmeister der Junioren 1997 und ein oberösterreichischer Junioren-Landesmeister 1998, ein oberösterreichischer Landesmeister in der allgemeinen Klasse und 2001 ein dritter Platz bei der österreichischen Staatsmeisterschaft im Vielseitigkeitsreiten 2001 in Feldbach. 
2001 wurde er überraschend Europameister Junge Reiter in Iserlohn und damit erster Europameister in der Geschichte des Vielseitigkeitsreitens in Österreich. 
Ambros Trainer waren unter anderen im Dressurreiten Christian Stelzl, Fritz Gaulhofer und Eugen Schädler, im Springreiten von Manfred Bauern und Bernhard Maier, im Vielseitigkeitsreiten Horst Karsten. 

## Sportliche Erfolge
- 2001 Europameisterschaft Waregem, Belgien, Europameister Junge Reiter mit Miss Haila
- 2003 Europameisterschaft in Punchestown (Irland), jüngster Teilnehmer mit Miss Ferrari
- 2003 Österreichischer Staatsmeister Vielseitigkeitsreiten mit Miss Ferrari
- 2004 Olympischen Spiele in Athen, 19. Platz im Finale mit Miss Ferrari
- 2005 Österreichischer Staatsmeister (Vielseitigkeitsreiten) mit Miss Ferrari
- 2005 Europameisterschaft Blenheim Palace, Teilnehmer mit Miss Ferrari
- 2007 Europameisterschaft in Pratoni del Vivaro, (Italien), Teilnehmer mit Gidran Nimfa
- 2006 Weltmeisterschaften in Aachen, erfolgreichster Österreicher auf Platz 31 mit Miss Ferrari
- 2008 Olympische Spiele 2008, Teilnehmer in Hongkong mit Quick
- 2009 Europameisterschaft in Fontainebleau, 10. Platz mit Quick
- 2010 Weltmeisterschaften in Lexington, als einziger Österreicher auf Platz 28 mit Quick
- 2012 Olympische Spiele 2012, Teilnehmer in London mit O-Feltiz
- 2019 Europameisterschaften in Luhmühlen: mit Lexikon Platz 39 in der Einzelwertung und Platz 10 mit der österreichischen Mannschaft